# Clomifen
Clomifen (auch Clomiphen) ist ein Arzneistoff aus der Gruppe der selektiven Estrogenrezeptormodulatoren (SERM). Er ist angezeigt zur Auslösung eines Eisprungs (Ovulation) bei Frauen mit Kinderwunsch sowie zur Behandlung bestimmter Formen einer ausbleibenden Regelblutung (Amenorrhoe).
Bei hypogonadalen Männern steigert Clomifen die Testosteronproduktion.

## Wirkung
Die Wirkung entsteht hauptsächlich dadurch, dass die (in der Regel) hemmende Wirkung des Estrogens auf die Gonadotropin-erzeugenden Zellen in der Hypophyse blockiert wird. Man geht davon aus, dass der Stilben-Abkömmling Clomifen an den Steroidrezeptor im Hypothalamus bindet und ihn für Estrogen blockiert. Die Gonadotropin erzeugenden Zellen schütten infolgedessen vermehrt LH und FSH aus. Dies führt zur Anregung der Eierstock- oder Hodenfunktion. Da die Hemmung kompetitiv ist, lässt sich durch die Clomifendosis der gewünschte Sexualhormonspiegel recht genau einstellen. Voraussetzung für die Wirksamkeit ist die Funktionstüchtigkeit der Hypophyse und der Keimdrüsen.
Außer im Hypothalamus entfaltet Clomifen seine estrogenagonistischen oder -antagonistischen Wirkungen auch an anderen Organen (Gebärmutterhals, Gebärmutterschleimhaut, Follikel). So soll es auch direkt die Estrogensynthese im Follikel stimulieren. Clomifen hat keine gestagenen, (anti)androgenen, gluco- oder mineralokortikoiden Effekte. Clomifen wirkt zudem als FIASMA (funktioneller Hemmer der sauren Sphingomyelinase).
Unter der Kinderwunschbehandlung mit Clomifen kann es vermehrt zu Mehrlingsschwangerschaften kommen.
Als Estrogenantagonist, der über die Stimulation der Sekretion von FSH und LH nicht nur die Aktivität der weiblichen, sondern auch männlichen Keimdrüsen erhöht und positiv auf die Spermatogenese wirken könnte, ist der Einsatz von Clomifen zur Behandlung des Mannes bei Kinderwunsch denkbar. In einer Metaanalyse wurde die Verwendung von Estrogenantagonisten zur Behandlung der idiopathischen Unfruchtbarkeit beim Mann untersucht. Studien legen nahe, dass sie die Spermienkonzentration, die prozentuale Spermienbeweglichkeit und die spontane Schwangerschaftsrate, zu erhöhen vermögen.

## Missbrauch
In der Sportszene wird Clomifen neben anderen Antiestrogenen missbräuchlich verwendet, um die negativen Auswirkungen von Anabolika-Einnahme zu reduzieren. Clomifen steht auf der Verbotsliste der World Anti-Doping Agency (WADA).

## Isomerie
Hinsichtlich seiner chemischen Struktur stellt der Arzneistoff Clomifen ein Gemisch des (E)- und des (Z)-Isomers dar (cis-trans-Isomerie). Klinisch relevant ist die antiestrogene Wirkung des (E)-Isomers (Enclomifen), seine estrogene Wirkung ist nur schwach ausgeprägt. Das (Z)-Isomer (Zuclomifen) hingegen besitzt ausschließlich estrogene Aktivität. Das Arzneibuch begrenzt den Gehalt an Zuclomifen im Arzneistoff auf 30–50 %.
Isomerenreines Enclomifen wurde zur Behandlung einer Unterfunktion der Keimdrüsen beim Mann (sekundärer Hypogonadismus) und einer damit einhergehenden nicht insulinabhängigen Zuckerkrankheit (Diabetes mellitus Typ 2) entwickelt, dessen Zulassung für die EU jedoch im April 2018 abgelehnt wurde.

## Pharmazeutische Informationen
Arzneilich verwendet wird das Clomifencitrat. Das weiße bis hellgelbe kristalline Pulver ist lichtempfindlich und schwer löslich in Wasser. Clomifencitrat ist bei oraler Gabe wirksam.

## Handelsnamen
In Deutschland wird das Originalpräparat Dyneric nicht mehr vertrieben, im Handel sind Generika. Als Clomid ist die Substanz beispielsweise in USA, UK und Kanada zugelassen.